# Arescon urichi
Arescon urichi är en stekelart som först beskrevs av Crawford 1913.  Arescon urichi ingår i släktet Arescon och familjen dvärgsteklar. Inga underarter finns listade.